# 住吉通停留場
住吉通停留場（すみよしどおりていりゅうじょう）は、高知県南国市篠原にあるとさでん交通後免線の路面電車停留場。

## 歴史
住吉通停留場の開業は1911年（明治44年）。後免線の大津停留場（廃止、領石通停留場を参照）から後免中町通停留場までの区間が開通したのと同日に開業した。

### 年表
- 1911年（明治44年）1月27日：土佐電気鉄道の停留場として開業[2][3]。
- 1994年（平成6年）：国道の右折レーン設置により、南へ2メートル移設[4]。
- 2014年（平成26年）10月1日：土佐電気鉄道が高知県交通・土佐電ドリームサービスと経営統合し、とさでん交通が発足[5]。とさでん交通の停留場となる。

## 停留場構造
住吉通停留場は後免線の専用軌道区間にあり、軌道は道路から独立している。ホームは2面あり、東西方向に伸びる2本の線路を挟み込むように配されているが、互いのホーム位置は東西方向に離れている。東にあるのがはりまや橋方面行きのホーム、西にあるのが後免町方面行きのホーム。北を並走する国道195号に右折レーンを設けるため、1994年（平成6年）には軌道が上下線とも南に2メートル移設されている。
後免町方に渡り線があり、折り返し運転が可能。かつては当停留場で折り返し鏡川橋行きとなる便が平日朝に1本のみ運行されていた。

## 停留場周辺
- 国道195号
- 高知県道249号後免中島高知線
- 長尾鶏センター
- 「住吉通」バス停留所

## 隣の停留場
とさでん交通
後免線
東工業前停留場 - 住吉通停留場 - 篠原停留場